# Visema
Un visema es cualquier fono entre varios que se ve igual, por ejemplo, en la lectura de labios.
Los visemas y fonemas no tienen una correspondencia uno a uno. A menudo, varios fonemas corresponden a un solo visema, dado que varios fonemas se ven iguales en el rostro cuando se emiten, como /k, ɡ, ŋ/, (visema: /k/), /t͡ʃ, ʃ, d͡ʒ, ʒ/ (visema: /ch/), /t, d, n, l/ (visema: /t/), y /p, b, m/ (visema: /p/). 
De manera similar, algunos sonidos son difíciles de diferenciar acústicamente pero se diferencian con mayor facilidad en el rostro. Así, por ejemplo, en el inglés hablado, /l/ y /r/ pueden ser muy similares (en particular, en determinadas combinaciones, como grass vs. glass), pero la información visual puede mostrar un contraste más claro. Una manera de comprobarlo es cuando determinadas palabras que son comprensibles cara a cara se confunden al teléfono. Algunos lingüistas sostienen que la mejor manera de comprender el habla es como una combinación bimodal de visual y auditiva, y la comprensión se puede ver comprometida si uno de esos dos elementos está ausente, como probaría el llamado efecto McGurk.